# Kecamatan Pulau Tiga
Kecamatan Pulau Tiga är ett distrikt i Indonesien.   Det ligger i provinsen Kepulauan Riau, i den nordvästra delen av landet, 1 100 km norr om huvudstaden Jakarta. Kecamatan Pulau Tiga ligger på ön Pulau Sebangmawang.